# SREK1IP1
SREK1IP1 (англ. SREK1 interacting protein 1) – білок, який кодується однойменним геном, розташованим у людей на 5-й хромосомі. Довжина поліпептидного ланцюга білка становить 155 амінокислот, а молекулярна маса — 18 177.
| 10         |  | 20         |  | 30         |  | 40         |  | 50         |
| ---------- |  | ---------- |  | ---------- |  | ---------- |  | ---------- |
| MAVPGCNKDS |  | VRAGCKKCGY |  | PGHLTFECRN |  | FLRVDPKRDI |  | VLDVSSTSSE |
| DSDEENEELN |  | KLQALQEKRI |  | NEEEEKKKEK |  | SKEKIKLKKK |  | RKRSYSSSST |
| EEDTSKQKKQ |  | KYQKKEKKKE |  | KKSKSKKGKH |  | HKKEKKKRKK |  | EKHSSTPNSS |
| EFSRK      |  |            |  |            |  |            |  |            |

A: Аланін

C: Цистеїн

D: Аспарагінова кислота

E: Глутамінова кислота

F: Фенілаланін

G: Гліцин

H: Гістидин

I: Ізолейцин

K: Лізин

L: Лейцин

M: Метіонін

N: Аспарагін

P: Пролін

Q: Глутамін

R: Аргінін

S: Серин

T: Треонін

V: Валін

Кодований геном білок за функцією належить до фосфопротеїнів. 
Задіяний у таких біологічних процесах, як процесинг мРНК, сплайсинг мРНК. 
Білок має сайт для зв'язування з іонами металів, іоном цинку. 